# Theodoros Deligiannis
Theodoros Deligiannis (en griego: Θεόδωρος Δηλιγιάννης) (19 de mayo de 1824 – 13 de junio de 1905) fue un político griego, primer ministro y una de las principales figuras de la política griega de finales del siglo XIX.

## Comienzos
Nació a Kalavryta, en el Peloponeso. Estudió el derecho en Atenas, y en 1843 ingresó en Ministerio del Interior. En 1859 se convirtió en el secretario permanente de este ministerio. En 1862 fue nombrado Ministro de Relaciones Exteriores. En 1867 desempeñó el cargo de embajador en París. 

## Carrera política
Era el gran adversario político de Charilaos Trikoupis. Dirigió el país durante la dura derrota frente al Imperio otomano en la Guerra Greco-Turca de 1897, lo que empañó temporalmente su carrera política.
Fue el representante de Grecia al congreso de Berlín en 1878. Fue cinco veces primer ministro de Grecia. Desde 1881, junto con Trikoupis, estableció una especie de sistema bipartidista en el país. Ambos mantuvieron el sistema político clientelista, aunque Trikoupis aplicó ciertas reformas.
Consumado orador, aprovechó el descontento popular para vencer a su rival y abolir parte de sus medidas reformistas, algunas impopulares. Fue el representante del chovinismo popular, a menudo demagógico.
En 1886, ante la absorción de Rumelia Oriental por el principado de Bulgaria, movilizó al Ejército, causando un gran déficit al Estado.

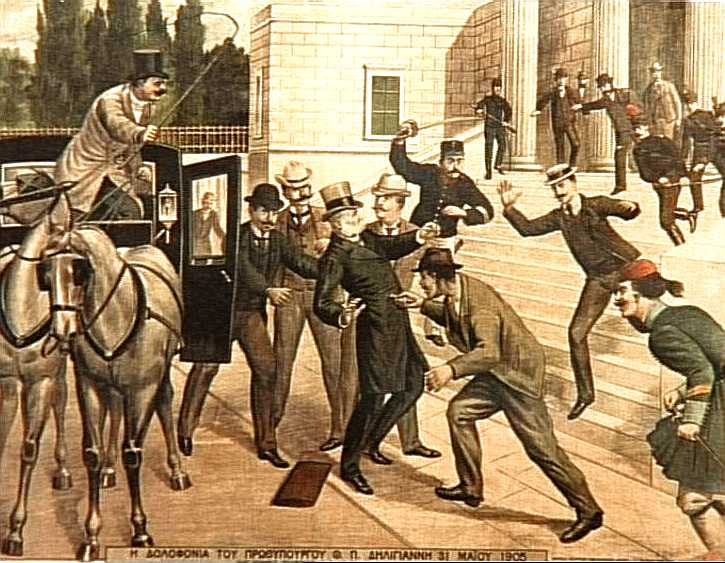
Asesinato de Deligiannis en una litografía de la época.

A finales de 1901 aprovechó el descontento popular por la traducción de los Evangelios al griego moderno para azuzar a los estudiantes de la capital contra el primer ministro, tratando de lograr su dimisión y ocupar su puesto. Tras la muerte de algunos manifestantes Georgios Theotokis hubo de dimitir pero el rey no encargó la formación de gobierno a Deligiannis, lo que llevó a este, tras las elecciones del 30 de noviembre de 1902 que no tuvieron un claro ganador, a utilizar a las masas de la capital para forzar al monarca a nombrarle primer ministro.
Durante su último mandato, fue asesinado el 13 de junio de 1905 por un jugador profesional, en represalia por las medidas rigurosas adoptadas por él contra las casas de juego. Tras su asesinato su formación se dividió en dos, encabezadas por Dimitrios Rallis (minoritaria) y Kiriakulis Mavromichalis (mayoritaria).

## Valoración
El defecto principal de Deligiannis como estadista era que no podía tomar conciencia que la prosperidad de un estado depende de su capacidad a adaptar sus ambiciones a sus medios. Representó los verdaderos deseos y aspiraciones chovinistas de sus compatriotas, a veces con demagogia. Frente a la política de reforzamiento económico y militar de Trikoupis antes de emprender campañas militares, Deligiannis sostuvo una postura más radical y, a menudo, menos meditada.
Su muerte fue la ocasión para una demostración extraordinaria de dolor popular. Murió en un estado de extrema pobreza, y se votó una pensión por sus dos sobrinas que vivían con él.